# 宾兔
宾兔（?—?），蒙古史籍译称爱达必斯达延诺延（羅馬化：Aĭdabis dayan noyan），孛儿只斤氏。16世纪蒙古右翼鄂尔多斯部領主，吉囊之孙，狼台吉拜桑固尔的长子。
嘉靖三十八年（1559年），宾兔跟随叔祖父俺答汗率军数万人进入青海，击败达延汗同母异父弟卜儿孩，攻略当地藏族、撒里畏兀儿族。俺答汗回到土默特部，宾兔留在今甘肃省天祝藏族自治县以东的松山，当时被称为松山宾兔，来区别留居青海的俺答汗之子西海丙兔。部下五千余人，或称千余人。隆庆五年（1571年），俺答汗与明朝达成封贡协议，明朝封宾兔为指挥同知。在庄浪（今甘肃省永登县）与明朝互市。俺答汗去世后，没有人能节制他，于是不断与明朝发生军事冲突。万历二十六年（1598年），明朝将领李汶（李旼）、达云夺取松山，修筑边墙阻挡蒙古兵马，鄂尔多斯部占据四十余年的松山从此失去。其有三子：阿齐图达延诺颜、额成吉炳图诺颜、玛齐克鄂特罕诺颜。